# VeggieBoards
VeggieBoards es uno de los foros de internet más activos para vegetarianos y veganos
Comienza su andadura en diciembre de 2000, y en octubre de 2011 tenía más de 50.000 miembros en 30 foros con un total de 3 millones de mensajes sobre temas relacionados con el vegetarianismo, veganismo, bienestar animal, derechos de los animales, medioambiente, salud y recetas. También existe un fotoblog para miembros.